# Caprainea marginata
Caprainea marginata är en urinsektsart som först beskrevs av Schött 1893.  Caprainea marginata ingår i släktet Caprainea, och familjen Sminthuridae. Arten är reproducerande i Sverige.